# Dorota Raczkiewicz
Dorota Raczkiewicz (ur. 29 stycznia 1973) – statystyk, specjalista zdrowia publicznego, nauczyciel akademicki, doktor habilitowany nauk o zdrowiu, profesor SGH i CMKP.

## Życiorys
W 1997 ukończyła studia magisterskie w Wydziale Ekonomicznym Uniwersytetu Marii Curie Skłodowskiej w Lublinie. Stopień doktora nauk ekonomicznym ze specjalnością statystyka uzyskała w 2006 w Szkole Głównej Handlowej w Warszawie. W 2018 w Warszawskiem Uniwersytecie Medycznym uzyskała stopień naukowy doktora habilitowanego. Od 2018 profesor w Szkole Głównej Handlowej oraz od 2021 profesor w Centrum Medycznym Kształcenia Podyplomowego. W 2022 w wyniku egzaminu państwowego uzyskała tytuł specjalisty w dziedzinie zdrowia publicznego.
Zawodowo związana z Zakładem Statystyki Medycznej Szkoły Zdrowia Publicznego Centrum Medycznego Kształcenia Podyplomowego, a także Zakładem Demografii w Instytucie Statystyki i Demografii Szkoły Głównej Handlowej. Wcześniej pracowała w Zakładzie Statystyki i Ekonometrii w Wydziale Ekonomicznym Uniwersytetu Marii Curie Skłodowskiej w Lublinie.
Autorka lub współautorka ponad 100 publikacji z zakresu ekonomii, zarządzania i statystyki oraz nauk medycznych i nauk o zdrowiu.